# Westbroek
Pour les articles homonymes, voir Westbroek (homonymie).

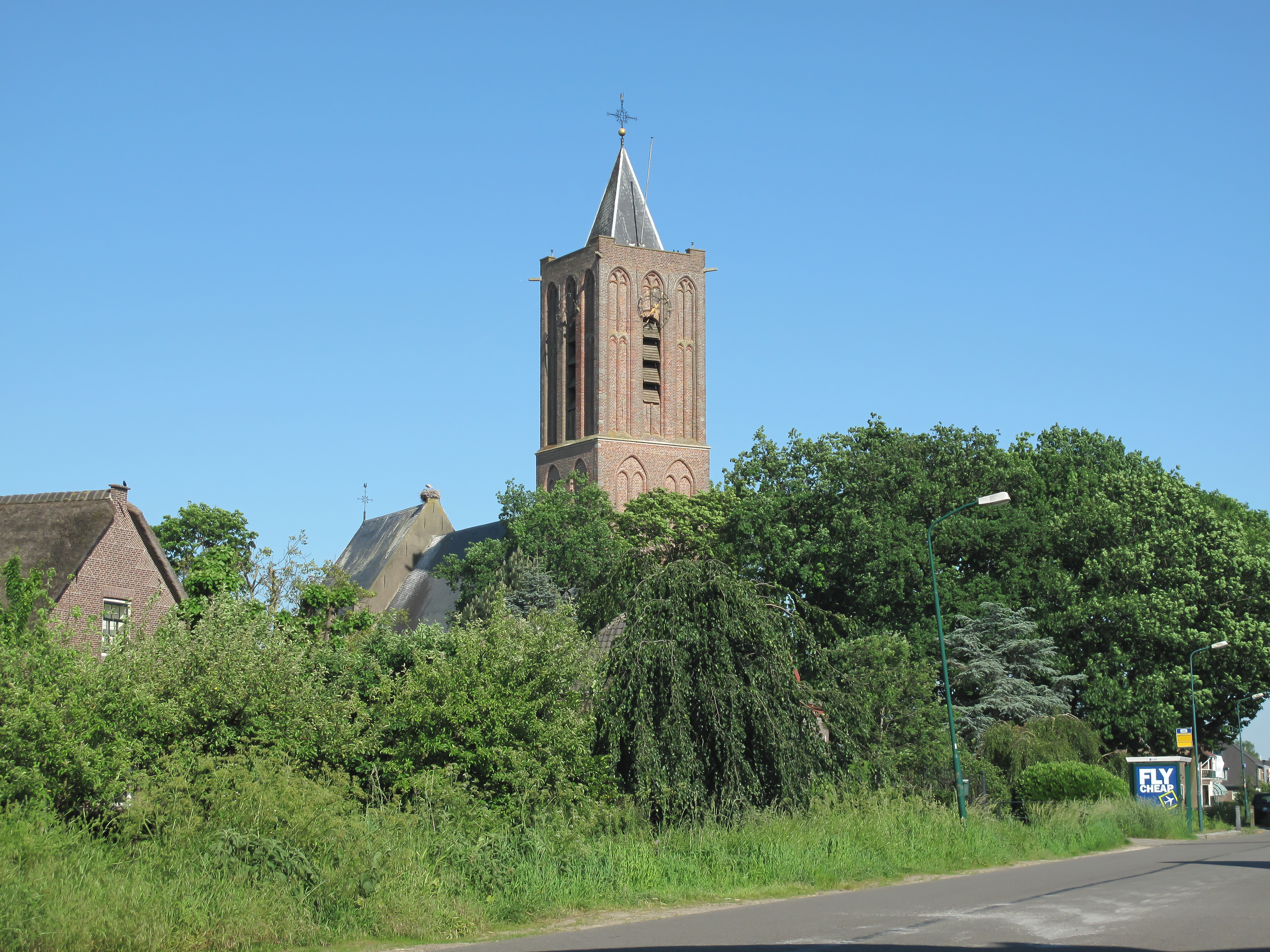
Westbroek, église protestante

Westbroek est un village situé dans la commune néerlandaise de De Bilt, dans la province d'Utrecht. Le 1er janvier 2004, le village comptait 990 habitants.
Westbroek a été une commune indépendante jusqu'au 1er juillet 1957, date de son rattachement à Maartensdijk. De 1812 à 1818 de manière temporaire, et en 1954 de manière définitivement, la commune d'Achttienhoven est rattachée à Westbroek.